# Tizenkét szék (film, 1970)
A Tizenkét szék (eredeti címe angolul: The Twelve Chairs) 1970-ben bemutatott vígjáték. Rendező és forgatókönyvíró Mel Brooks, mellékszerepet is játszik a filmben. A történet Ilf és Petrov azonos című, 1928-ban megjelent regénye nyomán készült.

## Cselekménye
Szovjetunió (Oroszország) a 20. század húszas éveiben.
1927-ben az elszegényedett egykori arisztokrata, Ippolit Vorobjanyinov (Ron Moody) anyósa haldoklik, ezért papot hívnak hozzá, aki meggyóntatja és feladja neki az utolsó kenetet.
Ippolit megtudja, hogy a családi ékszerek a szalongarnitúra egyik székébe lettek elrejtve a bolsevikok hatalomátvétele után, az 1917-es orosz forradalom idején. Az egyetlen gond, hogy tizenkét ilyen szék van, és a nagy káosz közepette a székek különböző gazdákhoz kerültek. Az ékszerekről Fjodor atya (Dom DeLuise), az orosz ortodox gyóntató pap is tudomást szerez, aki levágja a szakállát, mert feltűnés nélkül szeretné megszerezni a tekintélyes vagyont temploma számára. A kincskeresőkhöz csapódik egy minden hájjal megkent szélhámos, Osztap Bender (Frank Langella) is. Bender előbb az egykori nemes szolgájával, Tyihonnal (Mel Brooks) találkozik és amikor megtudja, hogy gazdája egy családi kincs nyomába ered, meggyőzi, hogy segít neki megkeresni. Okos, elbűvölő stílusával sorban megtalálják a székeket, de az ékszerek egyikben sincsenek. Fél Oroszországot bejárják, míg az egyes székek nyomára bukkannak és ellenfelük, Fjodor atya mindenhol a nyomukban jár.
Mivel a forradalom után a vagyontárgyak egy részét az állam lefoglalta, Bender úgy mutatkozik Fjodor atyának, mint „A székek osztályának képviselője” és azt a hamis információt adja neki, hogy a szóban forgó székeket egy bizonyos Bruns mérnök vásárolta meg, aki jelenleg Szibériában, Irkutszkban állomásozik. Fjodor atya elutazik a hosszú útra, és sikertelenül próbálja meg felvásárolni a székeket Bruns mérnöktől és feleségétől. A mérnököt áthelyezik a Fekete-tenger mellé, Jaltába, ahová Fjodor atya követi. Végül sikerül megszereznie a székeket, azzal a feltétellel, hogy őt soha többet nem fogják látni. Persze az ékszerek nincsenek egyik székben sem, mivel ez a nyom Bender kitalációja volt. Fjodor atya még egyszer utoléri őket, de egy szék fölött kitört verekedés után egy magaslaton reked.
A páros a tél közepén egy vasutasok számára frissen épült kultúrházhoz ér, ahol éppen a megnyitót tartják. Bent megdöbbenve fedezik fel az utolsó széket a sakkozók szobájában. A nagy számú ember miatt azonban semmit sem tehetnek, ezért Bender megbuherálja az ablakot, hogy ne lehessen becsukni, majd a sötétség leple alatt visszatérnek és bemásznak. Amikor szétszedik a széket, az éjjeliőr rájuk nyitja az ajtót és elmondja nekik, hogy a székben valóban voltak ékszerek, abból az összegből építették a kultúrházat és vették a berendezést. Ippolit majdnem beleőrül a hírbe, dühöngeni kezd, rátámad az őrre és a kiérkező rendőrre és a szék megmaradt hátlapját magával viszi. Amikor Bender el akar búcsúzni tőle, mert már csak 3 kopejkája maradt, Ippolit elhajítja a szék támláját, elesik az utcán, majd rángatózni kezd. Hirtelen nagy csődület támad. Bender a maradék pénzét nagylelkűen „az epilepsziás” elé szórja, példáját sokan követik. Ippolit, felismerve a helyzetet, boldogan rángatózik tovább.

## Szereposztás
- Mel Brooks – Tyihon, Ippolit valamikori szolgája
- Ron Moody – Ippolit Vorobjanyinov
- Frank Langella – Osztap Bender
- Dom DeLuise – Fjodor atya
- Andreas Voutsinas – Nyikolaj Szesztrin
- Diana Coupland – Bruns asszony
- David Lander – Bruns mérnök
- Vlada Petric – Szevickij
- Elaine Garreau – Klaudia Ivanovna
- Robert Bernal – kurátor
- Will Stampe – éjjeliőr
- Branka Veselinović – Natasa

## Fogadtatás
A filmkritikusok véleményét összegző Rotten Tomatoes 92%-ra értékelte a filmet 13 vélemény alapján.

## Díjak, jelölések
1971-ben Frank Langella elnyerte a National Board of Review díját „a legjobb mellékszereplő” kategóriában. Mel Brooksot jelölte a Writers Guild of America a „legjobb adaptált vígjáték” kategóriában.

## Érdekesség
- A filmben az egyik utca neve: „Marx-Engels-Lenin”, alatta Trockij neve át van húzva.

## Fordítás
- Ez a szócikk részben vagy egészben  a   The Twelve Chairs (1970 film) című angol Wikipédia-szócikk fordításán alapul.  Az eredeti cikk szerkesztőit annak laptörténete sorolja fel. Ez a jelzés csupán a megfogalmazás eredetét és a szerzői jogokat jelzi, nem szolgál a cikkben szereplő információk forrásmegjelöléseként.